# Hemicloeina
Genre
Hemicloeina est un genre d'araignées aranéomorphes de la famille des Trachycosmidae.

## Distribution
Les espèces de ce genre se rencontrent en Australie et en Papouasie-Nouvelle-Guinée en Nouvelle-Guinée occidentale,.

## Description
Les mâles mesurent de 7 à 12 mm et les femelles de 9 à 18 mm.

## Liste des espèces
Selon World Spider Catalog (version 22.5, 15/01/2022) :
- Hemicloeina bluff Platnick, 2002
- Hemicloeina bulolo Platnick, 2002
- Hemicloeina gayndah Platnick, 2002
- Hemicloeina humptydoo Platnick, 2002
- Hemicloeina julatten Platnick, 2002
- Hemicloeina kapalga Platnick, 2002
- Hemicloeina somersetensis (Thorell, 1881)
- Hemicloeina spec Platnick, 2002
- Hemicloeina wyndham Platnick, 2002

## Systématique et taxinomie
Ce genre a été décrit par Simon en 1893 dans les Drassidae. Il est placé dans les Trochanteriidae par Platnick en 2002 puis dans les Trachycosmidae par Azevedo, Bougie, Carboni, Hedin et Ramírez en 2022.

## Publication originale
- Simon, 1893 : Histoire naturelle des araignées. Paris, vol. 1, p. 257-488 (texte intégral).